# Regiunea Debub
Regiunea Debub (Sudică) este una dintre cele 6 unități administrativ-teritoriale de gradul I ale Eritreei. Reședința sa este orașul Mendefera.